# キンコウジ

キンコウジ（金柑子）は、ミカン科ミカン属の柑橘類。果実を食用とする。

## 起源
キンコウジは起源が不明確な雑柑類であるが、江戸時代には既に栽培されていた。
キンコウジはクネンボが花粉親であることが遺伝解析で推定されている。種子親は明確ではないが、ブンタン型の細胞小器官のゲノムを持つことが分かっている。

## 特徴
キンコウジの名ではあるが、コウジ（柑子）と特に近縁ではなく、ハッサクに類似する。
果実は球形であり、大きさは270g程度、熟期は11～12月頃である。
果皮は黄橙、果肉は橙、アルベトは黄白色である。剥皮はしにくい。
じょうのうと砂じょうに苦味は無く、果汁は多く、果肉は軟らかい。
種子は多胚性である。

## 接木キメラ
キンコウジウンシュウ（金柑子温州）はキンコウジと温州ミカンとの接木キメラ（合成周縁キメラ）として知られる。